# Dance Floor : Qui sera le plus fort ?
Dance Floor : Qui sera le plus fort ? est un jeu télévisé musical français diffusé sur TF1 du 8 septembre 2008 au 19 septembre 2008 et présenté par Laurence Boccolini avec la complicité de William Geslin.

## Diffusion
L'émission était diffusée en access prime-time, dans une période d'entre deux émissions de télé réalité, entre la finale de Secret Story 2 et la première de Star Academy 8, à 18 h 20 du lundi au vendredi.

## Principe
Le principe de l'émission est de remporter 10 000 € à l'issue de plusieurs battles entre six candidats.
La finale a eu lieu le 19 septembre 2008 entre les 9 candidats sélectionnés chaque jour par le public.

## Déroulement du jeu

### Qualifications
Au début du jeu, six candidats sont désignés par le hasard et doivent venir danser pendant une minute face au public. Le premier candidat sélectionné choisit le style de musique et son concurrent. William Geslin choisit la musique. À l'issue de chacune des trois battles, le public désigne le candidat qualifié pour la demi-finale.

#### Styles de musique
- Pop rock
- Années 1980
- Disco
- Rock 'n' roll
- Electro
- Rnb
- Années 1970
- Girls band
- Boys band
- Sexy
- Rap
- DJ Music
- Michael Jackson
- Années 1960
- Latino
- Grease

### La carte blanche
Pour les demi-finales, les trois candidats doivent danser pendant une minute sur une chanson qu'ils ont préparée. À l'issue de ces cartes blanches, le public doit voter pour éliminer un candidat sur trois.

### Finale
Pour la finale, les deux candidats doivent danser en alternance sur le dance floor sur deux musiques choisies par William. Le public sélectionne le gagnant.

## Palmarès
- Émission n°1 : Tonio
- Émission n°2 : Gabrielle
- Émission n°3 : Kevin
- Émission n°4 : Gaston
- Émission n°5 : Yann-Alrick[1]
- Émission n°6 : Franck
- Émission n°7 : Isabelle
- Émission n°8 : Daniel
- Émission n°9 : Samy
- Gagnant de la grande finale du 19 septembre 2008 : Tonio (60 %)

## Déroulement de la finale

### La carte blanche
Au début de l'émission a eu lieu la carte blanche. Les neuf candidats, par groupes de trois, ont une minute pour convaincre le public sur une musique préparée.

#### Groupes
- 1er groupe : Franck, Gabrielle et Gaston. Franck est qualifié.
- 2e groupe : Samy, Tonio et Isabelle. Tonio est qualifié.
- 3e groupe : Daniel, Yann Alrick et Kevin. Yann Alrick est qualifié.

### Demi-finale
La demi-finale a eu lieu comme les qualifications habituelles, avec trois styles de musiques (Disco, Rnb et Electro) choisis par William. Yann Alrick dansa le premier sur du Rnb, puis Franck sur de l'Electro et enfin Tonio sur du Disco. Yann Alrick fut éliminé.

### Finale
La finale se déroula telle une finale traditionnelle, et fut gagnée à 60 % par Tonio.

## Anecdotes
- Cette émission marque le retour de Laurence Boccolini sur TF1 qui, à la suite de l'arrêt du Maillon Faible, avait quitté la chaine en 2007.
- Au début de chaque battle, pour encourager les candidats, Laurence Boccolini doit prononcer la phrase « Que l'esprit de John Travolta soit avec toi ! »
- Au début de chaque choix par le hasard, elle doit également prononcer la phrase « Hasard, fais ton travail ! »
- Avant que le public vote pour son candidat préféré, elle dit aussi « C'est votre problème ! »